# Иогансон, Оскар Эрландович
Оскар Эрландович Иогансон (Иоганссон) (фин. Johansson Oskari; 11 июня 1892, Гельсингфорс — 26 февраля 1938, Петрозаводск) — советский финноязычный писатель, поэт и драматург, переводчик. Один из организаторов Карельской ассоциации пролетарских писателей (1926).

## Биография
Родился в семье каменщика. Окончил начальную школу в Хельсинки. Работал чернорабочим.
Участвовал в гражданской войне в Финляндии на стороне красных. Был взят в плен, сидел в тюрьме, в 1920 г. бежал в РСФСР, где закончил финские учительские курсы в Петергофе.
Работал учителем в Мурманской губернии, позже в Колтушах.
В 1925 г. — переехал в Карельскую АССР, учительствовал в Паданах, Гимолах, Линдозере.
С 1926 по 1931 г. — член секретариата карельской писательской организации, сотрудник издательства «Kirja» («Книга»). Писал стихи, очерки, рассказы.
Значительным произведением О. Э. Иогансона был роман «К новой жизни» («Uuttaelämä kohti») (1928).
В 1930 г. — назначен редактором газеты «Колхозник» («Kollektivisti»).
В 1931 г. опубликовал роман «Красные партизаны тундры» («Punaiset tunturisissit»), в 1931 г. «Железный вихрь» («Teräsviima») и сборник рассказов «Среди лесов и тундр» («Saloilta ja tuntureilta»).
Широкую известность приобрела его песня «В краю лесной Карелии родился».
Многие из его произведений публиковались на страницах карельской финноязычной прессы, переиздавались в 1960-х, в том числе в переводах на русский язык.
Писал и для детей — рассказы и повести «Miten kalastuskommuuni syntyi Sukkakosken retkellä» («Как во время похода на Суккакоски родилась рыболовная коммуна», 1930), «Mäntsälän pikkupunikit» («Маленькие красногвардейцы Мянтсяля», 1931), «Kalamiehet» («Рыбаки», 1933).
В сентябре 1937 г. О. Э. Иогансон был исключен из Союза писателей СССР по обвинению в буржуазном национализме.
Арестован 19 января 1938 г. и осужден Комиссией Наркомата внутренних дел и прокуратуры СССР от 13 февраля 1938 г. по ст. 58-10-11 УК РСФСР. Расстрелян и захоронен 26 февраля 1938 года в окрестностях Петрозаводска в урочище «Красный бор».
ВК Верховного Суда СССР реабилитирован 28 июля 1956 г.